# Rashid Ali al-Gaylani

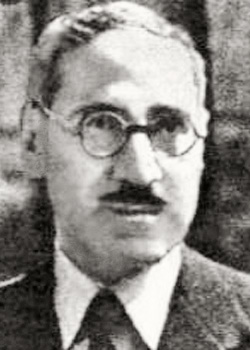

Rashid Aali al-Gaylani  (em árabe: رشيد عالي الكيلاني, também escrito Sayyad Rashid Aali al-Gillani, Sayyad Rashid Ali al-Gailani ou às vezes Sayyad Rashid Ali el Keilany) (1892 - 28 de agosto de 1965) atuou como primeiro-ministro do Reino do Iraque em três ocasiões. É recordado principalmente como um nacionalista árabe que tentou remover a influência britânica do Iraque. Durante os breves mandatos como primeiro-ministro em 1940 e 1941, ele tentou soluções negociadas com as potências do Eixo durante a Segunda Guerra Mundial, a fim de combater a influência britânica no Iraque.